# 米爾內 (伊茲梅爾區)
45°34′25″N 29°27′40″E / 45.57361°N 29.46111°E
米爾內（烏克蘭語：Мирне）是位於烏克蘭西南部的村莊，由敖德萨州伊茲梅爾區的維爾科韋市鎮負責管轄。該村處於涅魯沙伊河畔，始建於1957年，面積1.92平方公里，海拔高度6米，2001年人口1,548。